# Малибу
Малибу (на английски: Malibu) е град в окръг Лос Анджелис в щата Калифорния, САЩ.
Има население от 12 777 жители (2018) и обща площ от 261,5 km². През града преминава Калифорнийски щатски път 1 по крайбрежието на Тихия океан. ZIP кодът на Малибу е 90265. Известен е като град, в който живеят много от знаменитостите на Холивуд.

## История
Малибу е открит от 1542 г. , когато испанският пионер Хуан Родригес Кабрило акостира в лагуната на Малибу, в устието на потока Малибу, за да пие прясна вода. Испанците се завръщат през 1802 г., когато Малибу става част от територията, възстановена от индианците и използвана за селскостопански цели. През 1891 г. територията става собственост на Фредерик Хейстингс. Той, а впоследствие и неговото семейство, толкова ревностно защитават имуществото им, че наемат професионални охранители, за да предотвратят неоторизирано влизане в района, и водят продължителна съдебна битка с държавните власти срещу строителството на железопътната линия на Южната част на Тихи океан. В Малибу няма асфалтиран път до 1929 г., когато държавата спечелва съдебно дело и построява Тихоокеанската магистрала. По това време семейство Риндж фалира и Мае Риндж, вдовицата на Фредерик Хейстингс Риндж, е принудена да продаде имотите си на парче. Домът на Риндж, „House of the Adamsons“, сега е част от държавния парк Малибу Грийк . През 1926 г, за да избегне окончателния фалит, Rhonda Mae Ringe открива фабрика за плочки. Фабриката произвежда декоративни керемиди, които все още украсяват покривите на много официални сгради в Лос Анджелис и имения на Бевърли Хилс . Фабриката изгаря при пожар през 1931 г. Поради популярността сред холивудската аристокрация, от началото на 20-ти век тук се извършва интензивно строителство на летни дворци и вили, от които най-известните са дворецът Малибу и музеят-вила Гети. Един от най-известните университети в САЩ, Университет Пепердин, се намира в града, университетът е основан през 1937 г.
Малибу получава статут на град през 1991 г.

## География
Географските координати на Малибу са 34 ° 1'50 „N, 118 ° 46'43“ W. Според Американското бюро за преброяване на населението общата площ на Малибу е 101,0 km², от които 19,9 km² са суша, а 81,1 km² е вода (80,32%).
Сухата храстова растителност и стръмните глинени склонове правят дефилетата на планините в Малибу уязвими от пожари, наводнения и свлачища. Бреговата линия на Малибу се простира от изток на запад, както и основната му магистрала – Тихоокеанската магистрала .

## Климат
Малибу се намира в субтропичен средиземноморски климат, подобно на повечето градове по крайбрежието на Южна Калифорния. Районът се характеризира с мека, умерено влажна зима и топло, дори горещо, най-често сухо лято. Дневните температури през лятото могат да надхвърлят 32 ° C, докато средният минимум обикновено е около 25,6 ° C. През зимата, през деня, средната максимална температура е 15,6 ° C, средната минимална нощ е около 9,4 ° C. Валежите са най-чести през зимните и пролетните месеци (февруари е най-влажният месец). Средно в Малибу се получават 380 мм валежи годишно. Снегът в града пада само в планинските райони. На 17 януари 2007 г. върху северозападните склонове на планините пада 7,6 сантиметра сняг. Това е първият сняг за последните 50 години и рекорд в цялата история на града. Поради факта, че температурата в планините е +8,9 ° C (което също е рекорд), снегът се застоява през целия ден. Лятото в планините обикновено е горещо и сухо. Мъгли са много чести през цялата година. Всеки планински склон има свои собствени климатични условия, тъй като склонът е повлиян от различни преобладаващи ветрове. Резерватът е разположен в централната част на планинската верига на надморска височина около 1000 м над морското равнище. Най-стабилните климатични условия по носовете. Средната януарска температура е 17 ° C, юли и август 24 ° C, средно 300 дни в годината средната дневна температура е над 15 ° C. Средното количество валежи е до 350 мм / година. Температурата на повърхностните слоеве вода край брега през януари-февруари е 15 – 18 ° C, през юли-август-до 23 ° C.

## Население
Според преброяването от 2000 г. в града има 12 575 жители, 5137 домакинства и 3164 семейства. Така гъстотата на населението е 244,4 души на км². Расовият състав на града е бил 91,91% бели, 2,49% азиатски, 0,90% афроамерикански, 0,21% индийски, 0,10% местни жители на тихоокеанските острови , 1,67% други раси. 5,48% от населението идентифицира произхода си като испанеци .
От 5137 домакинства към датата на преброяването 25,3% са имали деца, 51,5% са били семейни двойки, 6,7% са се оглавявали от самотни майки, а 38,4% не са семейства. 27,3% от домакинствата са формирани от самотни хора. Средният брой на хората в едно домакинство е 2,39.
Възрастовата структура на населението: 19,6% – под 18 години, 7,9% от 18 до 24 години, 26,4% от 25 до 44 години, 32,0% от 45 до 64 години и 14,0% – 65 и повече години. Средната възраст е 43 години. На всеки 100 жени има 97,8 мъже. Средният годишен доход на мъж е бил 100 000 долара през 2000 г., на жена 46 919 долара.
По-голямата част от населението е концентрирано в крайбрежната зона.

## Политика
Повечето жители на Малибу, както и останалата част от окръг Лос Анджелис, подкрепят лявоцентристкото крило. На изборите през 2004 г. 60% от населението гласуват за Джон Кери, докато Джордж Буш спечелва 39%.

## В културата
В чест на Малибу се наричат различни продукти, въпреки че нито един от тях в този град не е направен: колата Chevrolet Malibu , моторни лодки и лодки „Malibu“ кукла Malibu Barbie , ром „Malibu“ , Malibu светлини, захранвани от слънчеви панели и така нататък и т.н.

## Личности
- Аксел Роуз, музикант
- Антъни Хопкинс, актьор
- Барбра Стрейзънд, певица и актриса
- Боб Дилън, музикант
- Бритни Спиърс, певица
- Брус Уилис, актьор
- Дани ДеВито, актьор
- Даяна Рос, певица
- Дейвид Духовни, актьор
- Деми Мур, актриса
- Джак Лемън, актьор
- Джанет Джексън, певица
- Дженифър Анистън, актриса
- Джим Кери, актьор
- Джими Пейдж, музикант
- Джон Кюсак, актьор, режисьор, сценарист
- Дъстин Хофман, актьор
- Еди Мърфи, актьор
- Емилио Естевес, актьор
- Кортни Кокс, актриса
- Крис Кристофърсън, певец
- Кърт Ръсел, актьор
- Леонардо ди Каприо, актьор
- Лорънс Елисън, милиардер, съосновател на Oracle
- Мадона, певица
- Майкъл Джексън, певец
- Майли Сайръс, певица и актриса
- Мартин Шиин, актьор
- Мел Гибсън, актьор
- Ник Нолт, актьор
- Оливия Нютън Джон, актриса и певица
- Памела Андерсън, актриса
- Пиърс Броснън, актьор
- Реджи Милър, бивш играч от НБА
- Ричърд Гиър, актьор
- Робърт Дювал, актьор
- Робърт Редфорд, актьор
- Силвестър Сталоун, актьор
- Стивън Спилбърг, режисьор и продуцент
- Стинг, певец
- Сюзан Самърс, актриса
- Том Ханкс, актьор
- Упи Голдбърг, актриса
- Чарли Шийн, актьор
- Шер, певица и актриса
- Шон Пен, актьор
- Шърли Маклейн, актриса